# Agrias
Agrias es un género de lepidópteros perteneciente a la familia Nymphalidae. Es originaria de Sudamérica y Centroamérica.

## Especies
Las siguientes especies han sido aceptadas en Atlas of Neotropical Lepidoptera:
- Agrias aedon
- Agrias amydon
- Agrias claudina (incluye A. sardanapalus)
- Agrias hewitsonius
- Agrias narcissus

## Galería

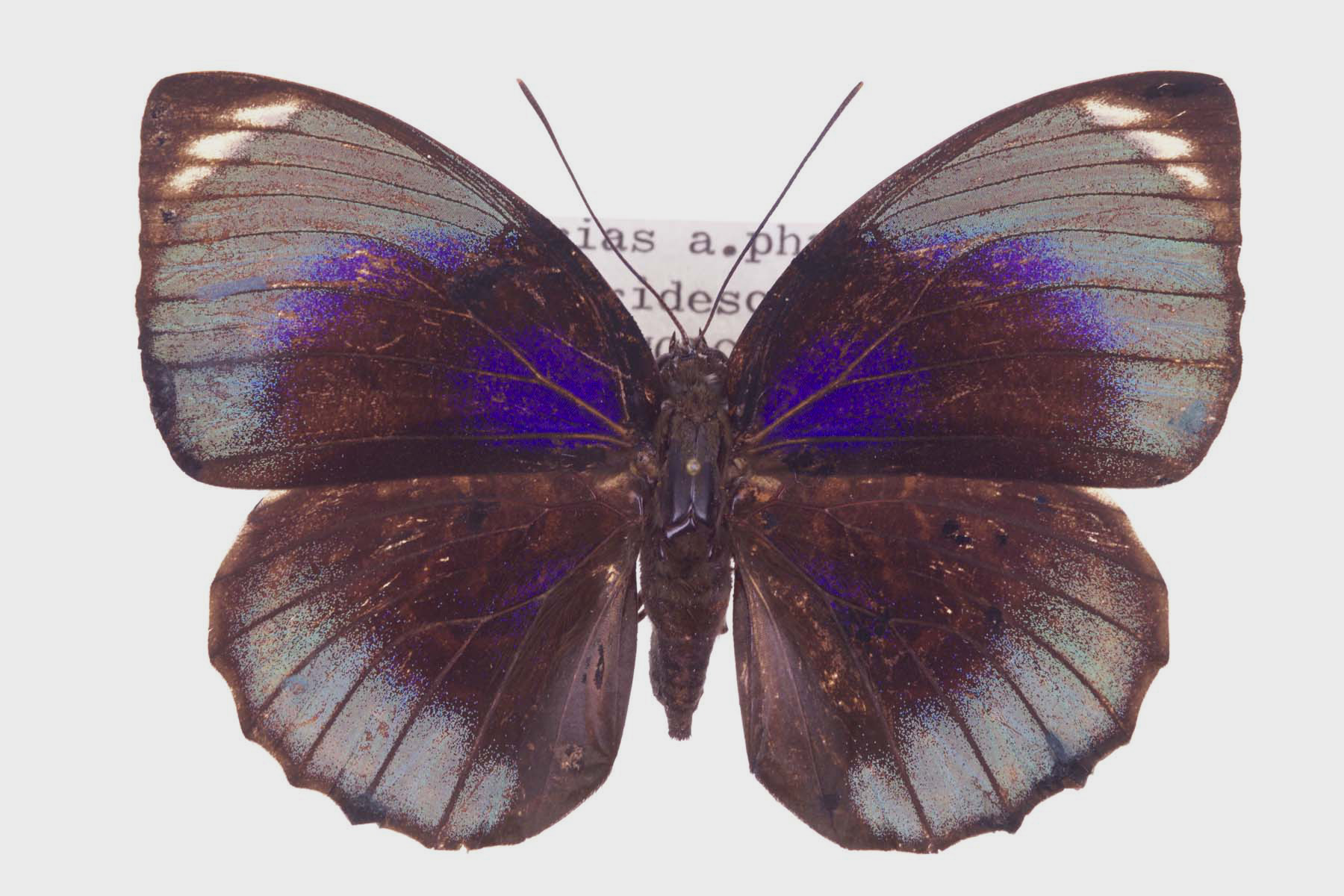
Agrias amydon phalcidon
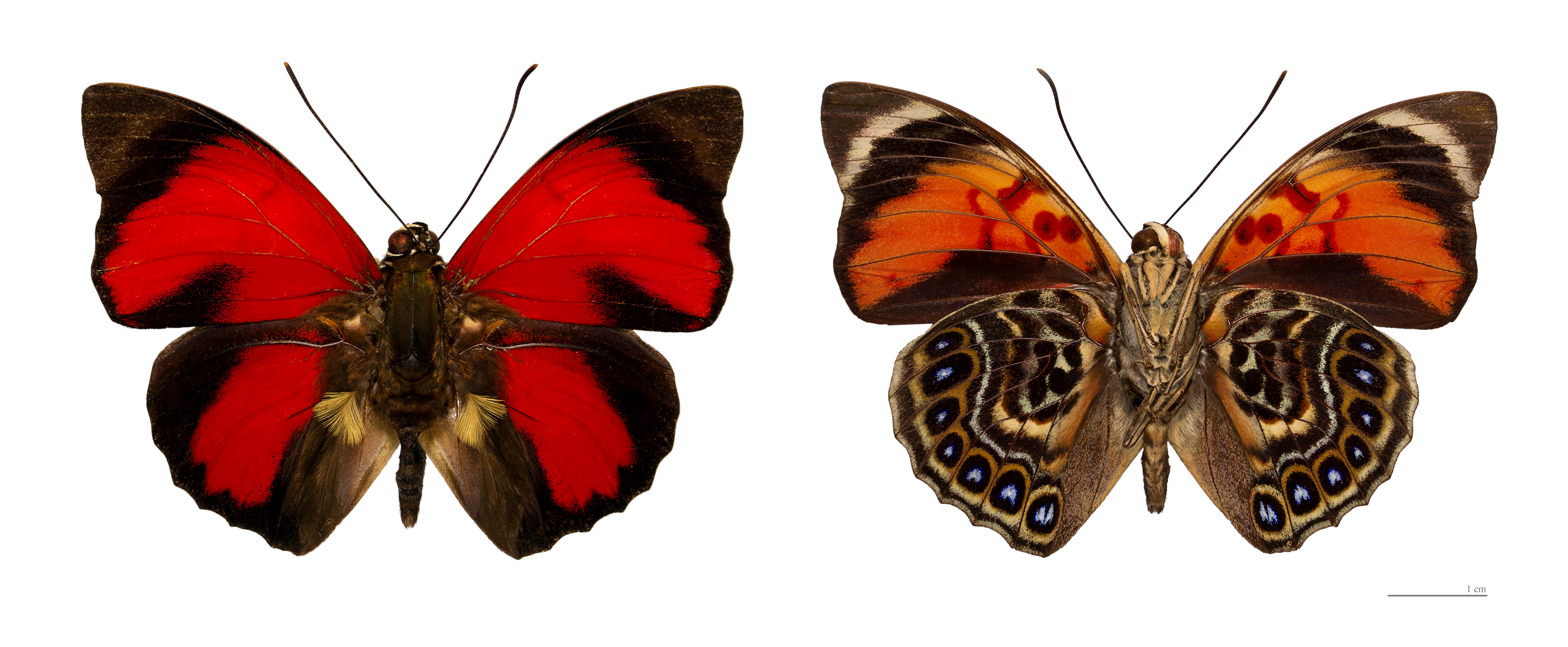
Agrias claudina claudina
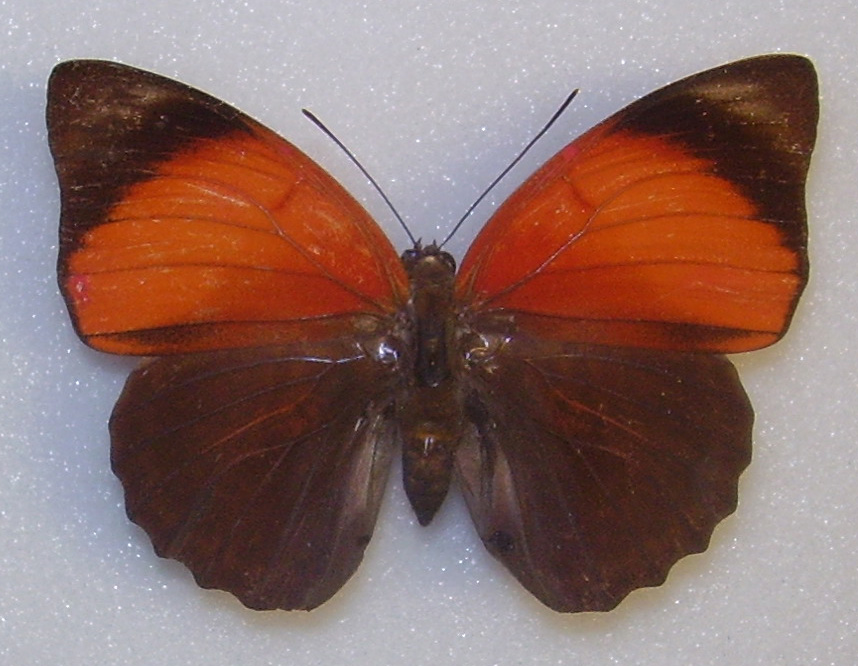
Agrias claudina wachenheimi
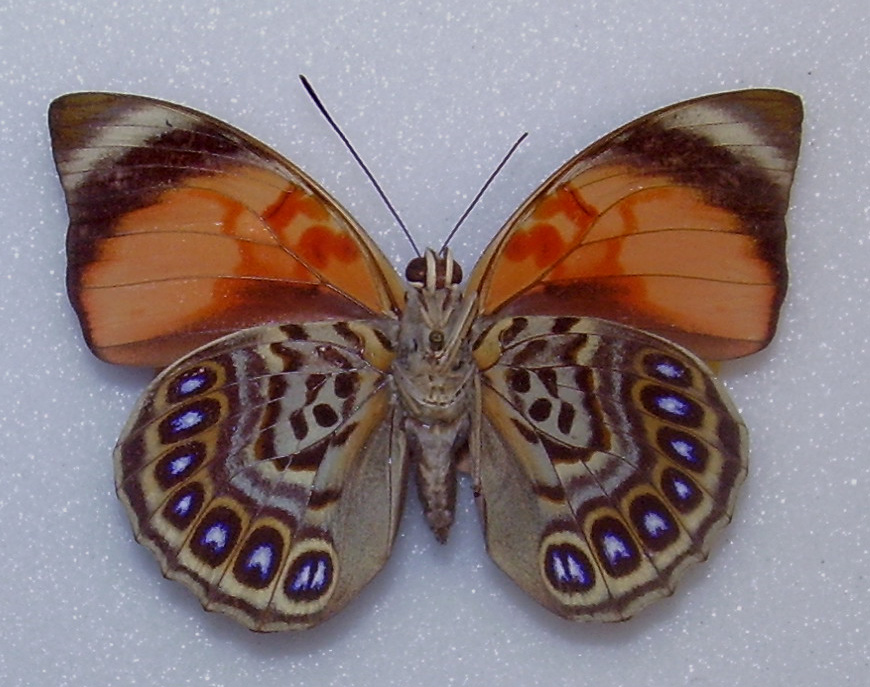
Agrias claudina satanas
Agrias narcissus narcissus